# 만주툰 만족 향
만주툰 만주족 향(중국어 간체: 满族屯满族乡, 한어병음: Mǎnzú tún mǎnzú xiāng)은 중화인민공화국 내몽골 자치구 싱안맹 [[커얼친 우익전기] 관할하에 있는 만주족 민족향이다.

## 행정구역
满族屯嘎查, 特布格日勒嘎查, 白音乌拉嘎查, 特门嘎查, 满都拉图嘎查, 乌兰敖都嘎查, 阿拉坦敖都嘎查, 三岔嘎查